# سافاج
سافاج (بالإنجليزية: Savage)‏ هو رابر نيوزيلندي، ولد في 28 يونيو 1981 في أوكلاند في نيوزيلندا.

## وصلات خارجية
- سافاج على موقع ميوزك برينز (الإنجليزية)
- سافاج على موقع أول ميوزيك (الإنجليزية)
- سافاج على موقع ديسكوغز (الإنجليزية)